# Edling
Edling é um município da Alemanha, no distrito de Rosenheim, na região administrativa de Oberbayern , estado de Baviera.
Edling é também sobrenome famíliar da região do Sul do Brasil, com maior concentração no estado do Paraná.